# Резолюция 58 на Съвета за сигурност на ООН
Резолюция 58 на Съвета за сигурност на ООН е приета с единодушие на 28 септември 1948 г. по повод предстоящия избор на съдии от Междуанродния съд. След като Швейцария става страна по Статута на Междуанродния съд, без самата тя да е страна - членка на ООН, Съветът за сигурност на ООН е помолен да направи съответните препоръки. С Резолюция 58 Съветът за сигурност препоръчва Швейцария и всяка друга страна, която се намира в подобна позиция, да получи равни права със страните - членки на ООН, по отношение на онези положения в Статута на Международния съд, касаещи избора на негови членове, който се провежда в Общото събрание на ООН. Резолюцията препоръчва такива страни по Статута на Международния съд, които не са членове на ООН, да бъдат допускани да вземат пълноправно участие в заседанията на Общото събрание на ООН, на които се избират съдии в Международния съд. Освен това Съветът за сигурност препоръчва такива страни да не бъдат допускани до гласуване в Общото събрание, ако не са изплатили навреме определените им дялове за покриване на разходите на Международния съд, когато дължимите от тях вноски в бюджета на съда са равни или надвишават стойността на вноските за две предходни календарни години. Въпреки това резолюцията е категорична, че в такива случаи Общото събрание може да допусне такава страна да участва в избора на съдии от Международния съд, ако тя заяви, че просрочването на дължимите суми се дължи на независещи от нея обстоятелства.
Текстът на резолюцията е гласуван и приет на части, поради което в цялостния си вид тя не е подложена на гласуване.